# Coupe d'Allemagne de football 1967-1968
Navigation
Édition précédente Édition suivante
La coupe d'Allemagne de football 1967-1968 est la vingt cinquième édition de l'histoire de la compétition. La finale a lieu à Ludwigshafen au Südweststadion.
Le FC Cologne remporte le trophée pour la première fois de son histoire. Il bat en finale le VFL Bochum sur le score de 4 buts à 1.

## Premier tour
Résultats du premier tour
| Date           | Domicile               | Extérieur                 | score           |
| -------------- | ---------------------- | ------------------------- | --------------- |
| 27 - 01 - 1968 | MSV Duisbourg          | Hanovre 96                | 4 - 1           |
| 27 - 01 - 1968 | VfB Stuttgart          | 1. FC Kaiserslautern      | 1 - 0           |
| 27 - 01 - 1968 | VfL Bochum             | Karlsruher SC             | 3 - 2           |
| 27 - 01 - 1968 | Arminia Bielefeld      | FC Schalke 04             | 0 - 1           |
| 27 - 01 - 1968 | Borussia Neunkirchen   | Eintracht Brunswick       | 2 - 3           |
| 27 - 01 - 1968 | Bayer Leverkusen       | 1.FC Nuremberg            | 0 - 2           |
| 27 - 01 - 1968 | SV Röchling Volklingen | Werder Brême              | 4 - 2           |
| 27 - 01 - 1968 | Hertha BSC Berlin      | Hambourg SV               | 1 - 0 (a . p .) |
| 27 - 01 - 1968 | Preußen Münster        | Alemannia Aix-la-Chapelle | 2 - 1 (a . p .) |
| 27 - 01 - 1968 | FC 08 Homburg-Saar     | 1.FC Cologne              | 1 - 4           |
| 27 - 01 - 1968 | SpVgg Bayern Hof       | Borussia Mönchengladbach  | 0 - 1           |
| 27 - 01 - 1968 | 1. FC Schweinfurt 05   | Eintracht Francfort       | 1- 2 (a . p .)  |
| 27 - 01 - 1968 | VfB Lübeck             | TSV 1860 Munich           | 0 - 1           |
| 27 - 01 - 1968 | Jahn Regensburg        | Bayern Munich             | 1 - 4           |
| 28 - 01 - 1968 | VfB Oldenburg          | Borussia Dortmund         | 2 - 3           |
| 07 - 02 - 1968 | SSV Reutlingen 05      | Itzehoer SV 09            | 7 - 1           |

## Huitièmes de finale
Résultats des huitièmes de finale
| Date           | Domicile          | Extérieur                | score   |
| -------------- | ----------------- | ------------------------ | ------- |
| 22 - 02 - 1968 | Bayern Munich     | MSV Duisbourg            | 3 - 1   |
| 24 - 02 - 1968 | VfL Bochum        | VfB Stuttgart            | 2 - 1   |
| 24 - 02 - 1968 | SSV Reutlingen 05 | Borussia Dortmund        | 1 - 3   |
| 24 - 02 - 1968 | FC Schalke 04     | Eintracht Brunswick      | 2 - 3   |
| 24 - 02 - 1968 | 1. FC Nuremberg   | Preußen Münster          | 4 - 0   |
| 24 - 02 - 1968 | Hertha BSC Berlin | SV Röchling Volklingen   | 2 - 1   |
| 24 - 02 - 1968 | TSV 1860 Munich   | Borussia Mönchengladbach | 2 - 4   |
| 12 - 03 - 1968 | 1. FC Cologne     | Eintracht Francfort      | 1 - 1 * |

- Le FC Cologne obtient sa qualification en quart de finale en obtenant un succès 1-0 à Francfort en match d'appui le 19 /03/ 1968.

## Quarts de finale
Résultats des quarts de finale
| Date           | Domicile            | Extérieur                | Score   |
| -------------- | ------------------- | ------------------------ | ------- |
| 10 - 04 - 1968 | Bayern Munich       | 1. FC Nuremberg          | 2 - 1   |
| 10 - 04 - 1968 | Borussia Dortmund   | Hertha BSC Berlin        | 2 - 1   |
| 11 - 04 - 1968 | Eintracht Brunswick | 1. FC Cologne            | 1 - 1 * |
| 11 - 04 - 1968 | VfL Bochum          | Borussia Mönchengladbach | 2 - 0   |

- Le FC Cologne se qualifie par un match d'appui à domicile sur le score de 2-1 le 23 / 04 / 1968.

## Demi-finales
Résultats des demi-finales
| Date           | Domicile      | Extérieur         | Score |
| -------------- | ------------- | ----------------- | ----- |
| 03 - 05 - 1968 | 1. FC Cologne | Borussia Dortmund | 3 - 0 |
| 15 - 05 - 1968 | VfL Bochum    | Bayern Munich     | 2 - 1 |

## Finale
| Entraîneur :   |
| Willi Multhaup |

| Entraîneur :      |
| Hermann Eppenhoff |

| Entraîneur :   |
| Willi Multhaup |

| Entraîneur :      |
| Hermann Eppenhoff |